# Écrille
Écrille é uma comuna francesa na região administrativa de Borgonha-Franco-Condado, no departamento de Jura. Estende-se por uma área de 5,25 km². Em 2010 a comuna tinha 84 habitantes (densidade: 16 hab./km²).